# Marion Blumenthal Lazan
Marion Blumenthal Lazan (Brema, 20 dicembre 1934) è una scrittrice tedesca naturalizzata statunitense.
Ebrea, superstite dell'Olocausto, è autrice di un libro di memorie e protagonista di un documentario sulla sua esperienza di bambina dell'Olocausto come deportata al campo di concentramento di Westerbork e a quello di Bergen-Belsen

## Biografia
Marion Blumenthal nasce a Brema in Germania nel 1934 in una famiglia ebraica.
Dopo la presa di potere di Hitler e Kristallnacht la famiglia emigra nel 1938 in Olanda per sfuggire alle persecuzioni, ma nel corso della seconda guerra mondiale si trovano nuovamente sotto l'occupazione tedesca.
Marion è deportata con i genitori ed il fratellino Albert  al campo di concentramento di Westerbork. Dei 107,000 ebrei olandesi che passarono da quel campo solo 5,000 sopravvissero. Per la maggior parte di loro fu solo la prima tappa verso Auschwitz. 
Marion e la sua famiglia sono invece trasportati in Germania al campo di concentramento di Bergen-Belsen. Durante la prima guerra mondiale il padre aveva combattuto nell'esercito tedesco  guadagnandosi la Croce di Ferro per il suo valore. La famiglia è così posta in una sezione speciale (chiamata la "Stella d'oro") riservata a ebrei destinati ad essere scambiati con internati civili tedeschi. Tra i prigionieri, provenienti da paesi diversi, ci sono numerosi bambini. 
Marion vive con la madre e il fratellino, mentre il padre è collocato nel settore riservato agli uomini. 
Bergen-Belsen non è un campo di sterminio ma le condizioni di vita sono durissime per la fame, il freddo e le malattie. La situazione peggiora ulteriormente nell'autunno 1944. Per gli adulti c'è ora il lavoro coatto, mentre con l'arrivo di migliaia di prigionieri provenienti dai campi della Polonia scarseggiano le razioni alimentari e le condizioni sanitarie precipitano.
Si decide di trasferire i circa 7.000 ebrei della sezione speciale con dei convogli ferroviari al campo di concentramento di Theresienstadt nella convinzione che essi possano ancora essere utili come "merce di scambio". Marion e la sua famiglia partono con il terzo e ultimo convoglio che lascia Bergen-Belsen nella notte tra il 10 e l'11 aprile 1945, a pochi giorni dalla liberazione del campo. Sono circa 2500 gli ebrei a bordo di quello che sarà conosciuto come il "treno fantasma" che diretto a Theresienstadt per settimane vagherà senza meta precisa in Germania, nel vano tentativo di trovare un passaggio nei territori non ancora occupati dagli Alleati, spingendosi sempre più a est fino ad essere liberato dalle truppe sovietiche il 23 aprile nei pressi della cittadina tedesca di Tröbitz. È lo stesso trasporto di cui si parla anche nel libro autobiografico (Anni d'infanzia. Un bambino nei lager), scritto da Jona Oberski nel 1978, e nell'adattamento cinematografico (Jona che visse nella balena) diretto da Roberto Faenza nel 1993. Il viaggio è un'esperienza durissima per la scarsità di cibo e il dilagare di un'epidemia di tifo. La famiglia riesce a sopravvivere ad eccezione del padre, Walter Blumenthal, che debilitato dalla malattia muore il 7 giugno 1945, alcune settimane dopo la liberazione. 
Tre anni dopo, nel 1948, la famiglia emigra negli Stati Uniti, stabilendosi a Peoria (Illinois). Marion frequenta le scuole, lavorando nel tempo libero. Si sposa nel 1953 con Nathaniel Lazan, un pilota nell'aviazione militare degli Stati Uniti. Marion si specializza come infermiera. 
Sin dal 1979 Marion svolge un'intensa attività come testimone dell'Olocausto nelle scuole, dapprima negli Stati Uniti, e poi anche in Gran Bretagna, Israele, Olanda e Germania (dove una scuola superiore a Hoya è stata nel 2014 intitolata al suo nome). Nel 1996 pubblica la sua autobiografia di bambina dell'Olocausto: Four Perfect Pebbles. La sua testimonianza si aggiunge a quelle di Jona Oberski, Jacques Saurel e Eddy Boas che con lei hanno condiviso da bambini l'esperienza della prigionia al campo di concentramento di Bergen-Belsen e della liberazione sul treno di Tröbitz. Il libro viene tradotto in olandese, tedesco, ebraico e giapponese. Da esso è tratto il documentario Marion's Triumph, diretto nel 2003 da John Chua.  Marion partecipa anche nel 2017 assieme ad altri superstiti dell'Olocausto al documentario Redemption Blues, diretto da Peter Stastny.

## Autobiografia
- Marion Blumenthal Lazan (con la scrittrice Lila Perl), Four Perfect Pebbles, 1996.
- Jon Mattern, Never Lose Hope: The Story of Marion Blumenthal Lazan (2011)

## Filmografia
- Marion's Triumph, documentario, regia di John Chua (2003)
- Redemption Blues, documentario, regia di Peter Stastny (2017)